# Enea Brizzi
Enea Brizzi (illa de Giglio, 26 de febrer del 1821 - Barberino di Mugello, 1 de juny del 1886), fou concertista de trompeta i director d'orquestra; entre les seves obres figuren l'himne de Brofferio Delle spade il fiero lampo.
En la seva infància va ser pastor d'ovelles, i s'inicià en la música tocant una flauta artesanal. El capellà de la parròquia l'ensenyà a llegir i escriure i un músic local li donà els primers rudiments musicals. El 1838 aconseguí una trompeta, i els progressos que mostrà animaren la seva família per a fer el sacrifici de pagar-li classes de música al conservatori de Florència. Allí tingué mestres com L.Pichianti i L.M.Viviani (harmonia i composició) i Pietro Mattiozzi (trompeta). Enrolat en l'exèrcit del Gran Duc Leopold II de Toscana, entrà en la banda militar dels Carabinieri i ben aviat assolí la posició de "Sottotenente Capo Musica". L'any 1842 va ser nomenat cap de la fanfàrria dels carrabiners, i aquell mateix any fundà, amb Giovanni Niccolai la casa musical "Brizzi e Niccolai".
La seva carrera evolucionà ràpidament: el 2 de setembre del 1846 va ser nomenat professor d'instrument a l'Acadèmia Florentina de Belles Arts, i al cap de poc esdevingué "trompeta primera" de l'orquestra i capella de la cort del Gran Ducat de la Toscana. L'any 1856 participà a París en una competició per a virtuosos de la trompeta i hi assolí un gran èxit; a l'any següent tocà en presència del Sant Pare Pius IX a Florència. L'any 1859 s'allistà en els granaders, i participà en les campanyes garibaldines contra els austríacs el 1860; i a desembre del mateix any fou admès en l'Acadèmia de Música de Florència com a soci honorífic corresponent. A la capital de la Toscana dirigí, primer com a soldat i posteriorment com a oficial, la banda de la Guàrdia Nacional.
L'any 1866 entrà en la història del Risorgimento italià quan musicà un text d'Angelo Brofferio i en feu un himne bèl·lic que es titulà La canzone della guerra del 1866 (o com és més coneguda, Delle spade il fiero lampo). De l'any 1864 és la fundació de la Società Orchestrale Fiorentina "Orfeo", que també dirigí, i que va fer molts concusos arreu d'Itàlia, sovint amb finalitats humanitàries. Brizzi també era molt requerit en l'època com a trompetetista, pels seus dots amb l'instrument. L'any 1879 va començar a ser requerit per a dirigir òperes en diversos teatres florentins.
A la poblacio de Pratovecchio hi ha una Orquestra Filharmònica Enea Brizzi, en la seva memoria.
Malauradament, molts dels seus originals foren cremats en un incendi a la Casa Ricordi, el 1943. La banda d'Isola del Giglio, que es creu fundada per ell a mitjan segle xix, va ser rebatejada "Banda Enea Brizzi" en el seu honor.